# Dance to the Music
Dance to the Music är gruppen Sly and the Family Stones andra album, släppt 1968. Albumet var mer kommersiellt framgångsrikt än debutalbumet från året innan och hjälpte till att popularisera den psykedeliska soulmusiken.

## Låtlista

### Sida 1
1. "Dance To The Music" (3:00)
2. "Higher" (2:49)
3. "I Ain't Nobody (For Real)" (4:26)
4. Dance To The Medley (12:12)
  1. "Music Is Alive"
  2. "Dance In"
  3. "Music Lover"

### Sida 2
1. "Ride The Rhythm" (2:48)
2. "Color Me True" (3:10)
3. "Are You Ready" (2:50)
4. "Don't Burn Baby" (3:14)
5. "I'll Never Fall In Love Again" (3:25)

## Medverkande musiker
- Sly Stone: sång, orgel, gitarr, piano, munspel, med mera
- Freddie Stone: sång, gitarr
- Larry Graham: sång, bas
- Rosie Stone: sång, piano, keyboard
- Cynthia Robinson: trumpet
- Jerry Martini: saxofon
- Greg Errico: trummor
- Little Sister (Vet Stone, Mary McCreary, Elva Mouton): körsång